# アルジュレス＝ガゾスト
アルジュレス＝ガゾスト （フランス語:Argelès-Gazost、オック語:Argelèrs de Gasòst）は、フランス、オクシタニー地域圏、オート＝ピレネー県のコミューン。

## 地理
ピレネー山脈の中にあり、コミューン内でポー川とアジュール川が合流する。またコミューンにおいて、ルルドとガヴァルニーをつなぐ国道21号線（fr）が通過する。21号線は、ピレネーザトランティック県からスーロル峠およびオービスク峠の往来を可能にしている。鉄道路線があるが、2つのバス路線がルルドや周辺コミューンへの往来を担っている。

## 歴史
現在はラヴダン地方の主要な交差地点となっている、河川の合流地点を見下ろす高台の上にアルジュレス＝ガゾストの旧地区が築かれた。旧地区には、1870年に鉄道駅ができたかつての村Ourout Vieuzacが含まれる。19世紀末のアルジュレスは繁栄の時代であった。この時期にカジノや20エーカーの英国式庭園、スパがつくられた。
第一次世界大戦後にこの黄金期は終焉した。現在は、呼吸器官系統の患者が療養のためやってくる土地となっている。

## 人口統計
| 1962年 | 1968年 | 1975年 | 1982年 | 1990年 | 1999年 | 2006年 |
| ------ | ------ | ------ | ------ | ------ | ------ | ------ |
| 3 414  | 3 629  | 3 455  | 3 304  | 3 229  | 3 241  | 3 462  |

source = Cassini et INSEE

## 出身者
- ジェルマン・デュプレ（fr、1811年-1893年） - 医師、政治家